# Katie Loudon
Katie Loudon (* 15. Februar 1964 in Perth) ist eine schottische Curlerin.
Ihr internationales Debüt hatte Loudon bei der Europameisterschaft 1988 in Perth, wo sie die Silbermedaille gewann.
Loudon spielte als Lead der britischen Mannschaft bei den XVIII. Olympischen Winterspielen in Nagano im Curling. Die Mannschaft, der auch ihre Schwester Edith angehörte, belegte nach einer 6:10-Niederlage gegen Schweden um Skip Elisabet Gustafson den vierten Platz.

## Erfolge
- 2. Platz Europameisterschaft 1988, 1990, 1995 gemeinsam mit ihrer Schwester Edith
- 3. Platz Juniorenweltmeisterschaft 1989
- Schottischer Mixed-Meister 1993 mit Edith und ihrem Bruder Peter Loudon[3]
- Schottische Meisterin 1995, 1996, 1998 und 2003 gemeinsam mit ihrer Schwester Edith[4]
- Schottische Seniorenmeisterin 2022 gemeinsam mit ihrer Schwester Edith[5]